# Darian Weiss
Thomas Darian Weiss (Los Angeles, 17 novembre 1992) è un attore statunitense.

## Biografia
Weiss iniziò la sua carriera da attore nel 2001, interpretando il ruolo di Benjamin Erskine nel film indipendente Return to Innocence. In seguito recitò nei cortometraggi Little Ricky e Timmy's Wish, nel ruolo del protagonista.
Weiss è però conosciuto soprattutto per il ruolo di Will Horton nella soap opera della NBC Il tempo della nostra vita, ricoperto dal 2002 al 2003, e per quello di Lawrence nel film del 2015 Ditch Party. È anche apparso in alcune serie televisive, come Senza traccia, Numb3rs, Mad Men, In Gayle We Trust e Buona fortuna Charlie.

## Filmografia

### Cinema
- Return to Innocence, regia di Rocky Costanzo (2001)
- Little Ricky, regia di Michael Condro (2001)
- Timmy's Wish, regia di Patrick Cannon (2002)
- Midnite Cabby, regia di Rocky Costanzo (2014)
- Ditch Party, regia di Rocky Costanzo (2015)

### Televisione
- Il tempo della nostra vita (Days of Our Lives) - soap opera (2002-2003)
- Senza traccia (Without a Trace) - serie TV (2006)
- Numb3rs - serie TV (2006)
- Mad Men - serie TV (2008)
- In Gayle We Trust - serie TV (2009)
- Buona fortuna Charlie (Good Luck Charlie) - serie TV (2011)